# Emarginata (vogel)
Emarginata is een geslacht van zangvogels uit de familie vliegenvangers (Muscicapidae). De soorten in dit geslacht werden ondergebracht in het geslacht Cercomela, maar behoren volgens de IOC World Bird List tot dit geslacht. Drie andere soorten spekvreters zijn ondergebracht bij het geslacht Oenanthe.
Er zijn drie soorten:
- Emarginata schlegelii – Karoospekvreter
- Emarginata sinuata –Vlaktespekvreter
- Emarginata tractrac –Woestijnspekvreter